# Hermeto (político)
João Hermeto de Oliveira Neto (Ipu, 3 de novembro de 1965) é um policial militar e político brasileiro. Integra a Câmara Legislativa do Distrito Federal desde 2019, durante sua oitava legislatura.

## Biografia
Hermeto ingressou na Polícia Militar do Distrito Federal e ali alcançou o posto de subtenente. Mais tarde, passou para a reserva.
Em 2018, Hermeto foi eleito deputado distrital com 11.552 votos, correspondentes a 0,78% dos votos válidos. Na época, estava filiado ao Partido Humanista da Solidariedade (PHS).
Antes da posse para a oitava legislatura, Hermeto sugeriu, durante uma reunião preparatória, que nenhum parlamentar desejava ocupar o gabinete de número 24, por conta de sua associação com a homossexualidade. Um mês após a posse, em fevereiro, migrou para o Movimento Democrático Brasileiro (MDB) após ser convidado pelo governador Ibaneis Rocha.
Em 2019, Hermeto foi acusado por sua ex-esposa Vanusa Ferreira de tê-la agredido e colocado uma arma em sua cabeça. Inicialmente, o Poder Judiciário conferiu a Vanussa uma medida protetiva, proibindo Hermeto de se aproximar dela. No entanto, o Tribunal de Justiça derrubou a decisão poucos dias depois, embora manteve a proibição de contato entre ambos. No mesmo ano, foi designado membro da comissão parlamentar de inquérito sobre feminicídio. Após a acusação, embora a tenha negado, alegando estar sendo perseguindo, optou por deixar a CPI.
Em 2019, Hermeto foi denunciado por quatro ex-funcionárias que alegaram que o parlamentar desviava seus salários. Declarou, na época: "não existe rachadinha no gabinete dele e que a denúncia faz parte de um campanha difamatória da ex-esposa e de ex-funcionários pra desconstruir a imagem dele."
Em 2020, Hermeto criticou dois policiais militares que, durante a formatura, se beijaram. Declarou que em "sua época" o fato acarretaria em expulsão e que sua manifestação valeria para casais heteroafetivos.
Em 2020, Hermeto votou a favor de um projeto de lei que propunha vedar a nudez e símbolos culturais em exposições artísticas. Ao discursar favoravelmente à ideia, declarou: "Não estamos cerceando nada, só colocando limite em certas situações vexatórias. Faça o que quiser entre quatro paredes, sem influenciar ninguém."
Em 2020, Hermeto protocolou um pedido para que fosse constituída uma CPI das fake news, referindo que era "vítima desses inescrupulosos das redes sociais que bolam vídeos, fazem montagens e denigrem a imagem de terceiros."